# Крейвен (район, Норт-Йоркшир)
Крейвен (англ. Craven) — неметрополитенский район (англ. non-metropolitan district) в церемониальном неметрополитенском графстве Норт-Йоркшир.
Административный центр — город Скиптон (англ.).
Район расположен в западной части графства Норт-Йоркшир, граничит с графствами Уэст-Йоркшир, Ланкашир, Камбрия.

## Состав
В состав района входят 4 города:
- Бентам (англ.)
- Грассингтон (англ.)
- Сетл (англ.)
- Скиптон

и более 60 общин.